# Oechar-koepets
Oechar-koepets (Russisch: Ухарь-купец) is een russische film uit 1909 van regisseur Vasili Gontsjarov.

## Verhaal
De film vertelt het verhaal van een jonge man die de mooie dochter van een boer koopt.